# Normenausschuss Eisen und Stahl
Der Normenausschuss Eisen und Stahl (FES) als Teil des Deutschen Instituts für Normung ist zuständig für die Vertretung der deutschen Interessen bei der weltweiten und regionalen Normung auf dem Gebiet Stahl und Eisen in der International Organization for Standardization (ISO) bzw. dem Europäischen Komitee für Eisen- und Stahlnormung (ECISS) sowie für die Ausarbeitung der entsprechenden nationalen Normen (DIN). 

## Normgebiete
Normungsarbeiten werden für folgende Bereiche und Gebiete festgelegt:
- Liefer-, Qualitäts-, Maß- und Verständigungsnormen für alle Erzeugnisse, Rohstoffe und Verfahren der Eisen- und Stahlindustrie
- erzeugnisspezifischen Prüfnormen, soweit nicht Ausnahmeregelungen mit anderen Normenausschüssen bestehen
- Normen für die Ermittlung der chemischen Zusammensetzung von Eisen und Stahl

## Organisation
Der Ausschuss hat seine Sacharbeit derzeit in 17 Arbeitsausschüssen organisiert:
- Arbeitsausschuss 01: Flacherzeugnisse
- Arbeitsausschuss 02: Verpackungsblech
- Arbeitsausschuss 03: Betonstahl und Spannstahl
- Arbeitsausschuss 04: Stähle für den Stahl- und Druckbehälterbau
- Arbeitsausschuss 05: Maschinenbaustähle
- Arbeitsausschuss 06: Nichtrostende, hitzebeständige und warmfeste Stähle
- Arbeitsausschuss 07: Gemeinschaftsarbeitsausschuss FES/DKE: Elektroblech
- Arbeitsausschuss 08: Walzdraht und Draht
- Arbeitsausschuss 09: Rohre
- Arbeitsausschuss 10: Schmiedestücke
- Arbeitsausschuss 11: Stahlguss
- Arbeitsausschuss 12: Gleisoberbauerzeugnisse
- Arbeitsausschuss 19: Sonstige Stähle oder Erzeugnisse und allgemeine Normen
- Arbeitsausschuss 20: Maßnormen für Flacherzeugnisse
- Arbeitsausschuss 21: Maßnormen für Langerzeugnisse
- Arbeitsausschuss 30: Analysenverfahren
- Arbeitsausschuss 40: Eisenerze

Die Normung von Stählen für geschweißte Rundstahlketten und Ketteneinzelteile erfolgt in enger Abstimmung mit Normenausschuss Rundstahlketten (NRK).